# Wielka Wieś (gromada w powiecie iłżeckim)
Wielka Wieś – dawna gromada, czyli najmniejsza jednostka podziału terytorialnego Polskiej Rzeczypospolitej Ludowej w latach 1954–1972.
Gromady, z gromadzkimi radami narodowymi (GRN) jako organami władzy najniższego stopnia na wsi, funkcjonowały od reformy reorganizującej administrację wiejską przeprowadzonej jesienią 1954 do momentu ich zniesienia z dniem 1 stycznia 1973, tym samym wypierając organizację gminną w latach 1954–1972.
Gromadę Wielka Wieś siedzibą GRN w Wielkiej Wsi utworzono – jako jedną z 8759 gromad na obszarze Polski – w powiecie iłżeckim w woj. kieleckim, na mocy uchwały nr 13k/54 WRN w Kielcach z dnia 29 września 1954. W skład jednostki weszły obszary dotychczasowych gromad Marcinków i Wielka Wieś ze zniesionej gminy Wąchock w tymże powiecie; ponadto lasy państwowe nadleśnictwa Rataje, oddziały Nr Nr 32 do 35, 58 do 61, 89 do 92, 120, 121 i 122. Dla gromady ustalono 20 członków gromadzkiej rady narodowej.
29 lutego 1956 z gromady Wielka Wieś wyłączono oddziały Nr Nr 32–35, 58–61, 89–92 i 120–122 nadleśnictwa Rataje, włączając je do gromady Parszów w tymże powiecie.
Gromadę zniesiono 1 stycznia 1969, a jej obszar włączono do gromady Wąchock.